# Chute de Kinkon
La chute de Kinkon est une chute d'eau de la Moyenne Guinée située dans la Préfecture de Pita,.

## Descriptions
La chute de Kinkon mesure environ 80 mètres de hauteur. Elle coule toute l'année, mais elle est la plus belle en saison pluvieuse précisément entre Août et septembre, lorsqu'elle est alimentée par les eaux du fleuve. Elle occupe le fond de la vallée de Kokoulo.

## Galeries

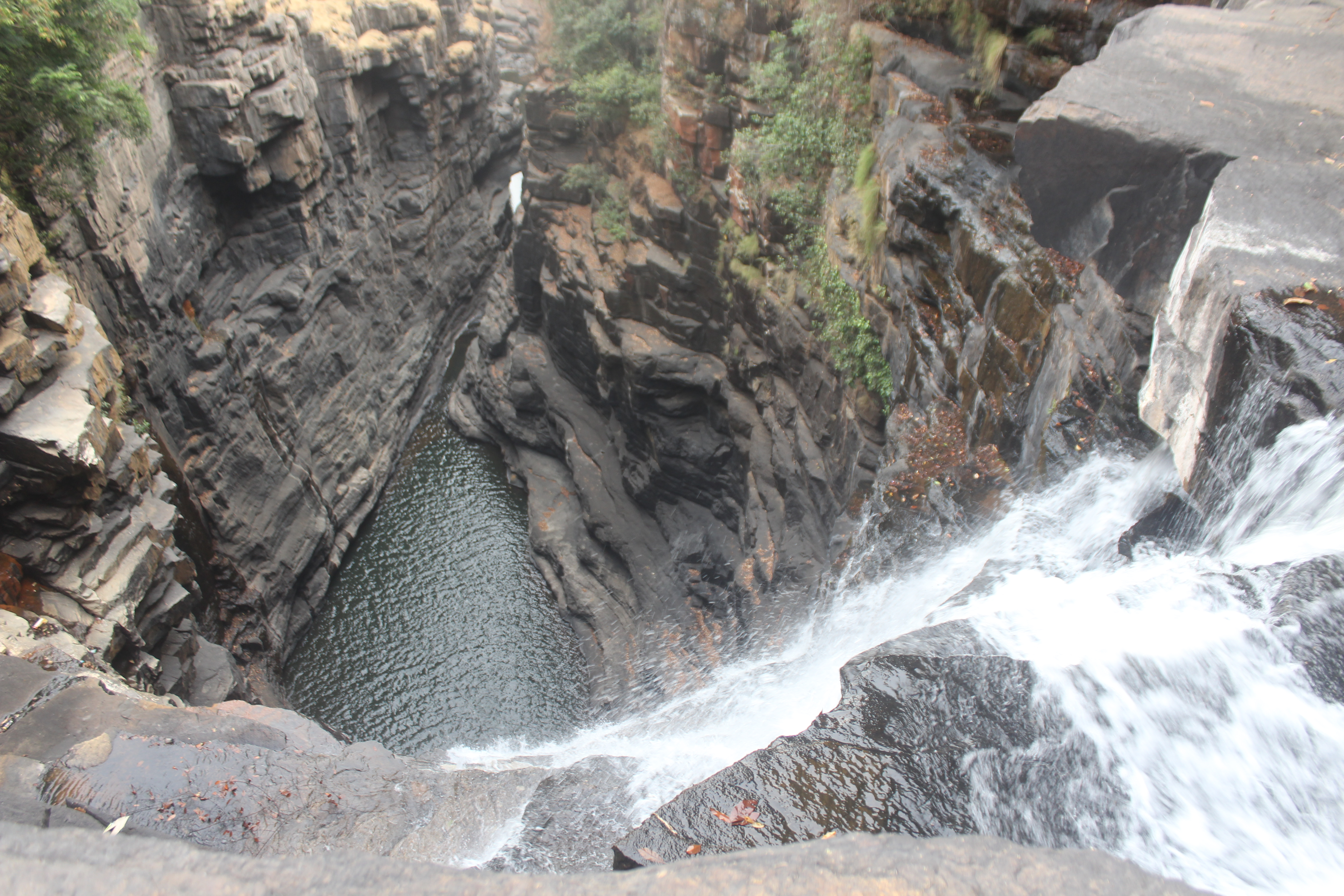
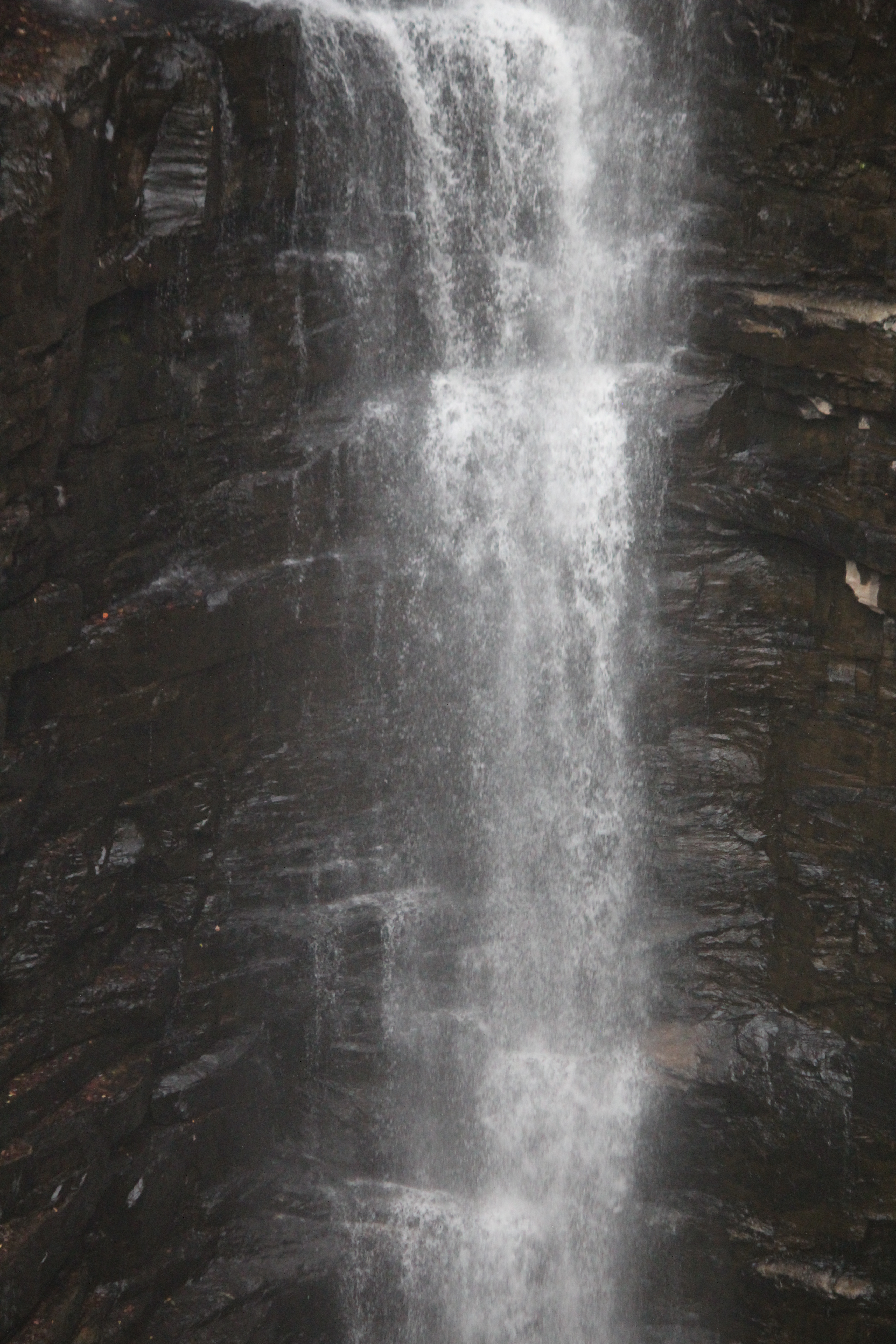
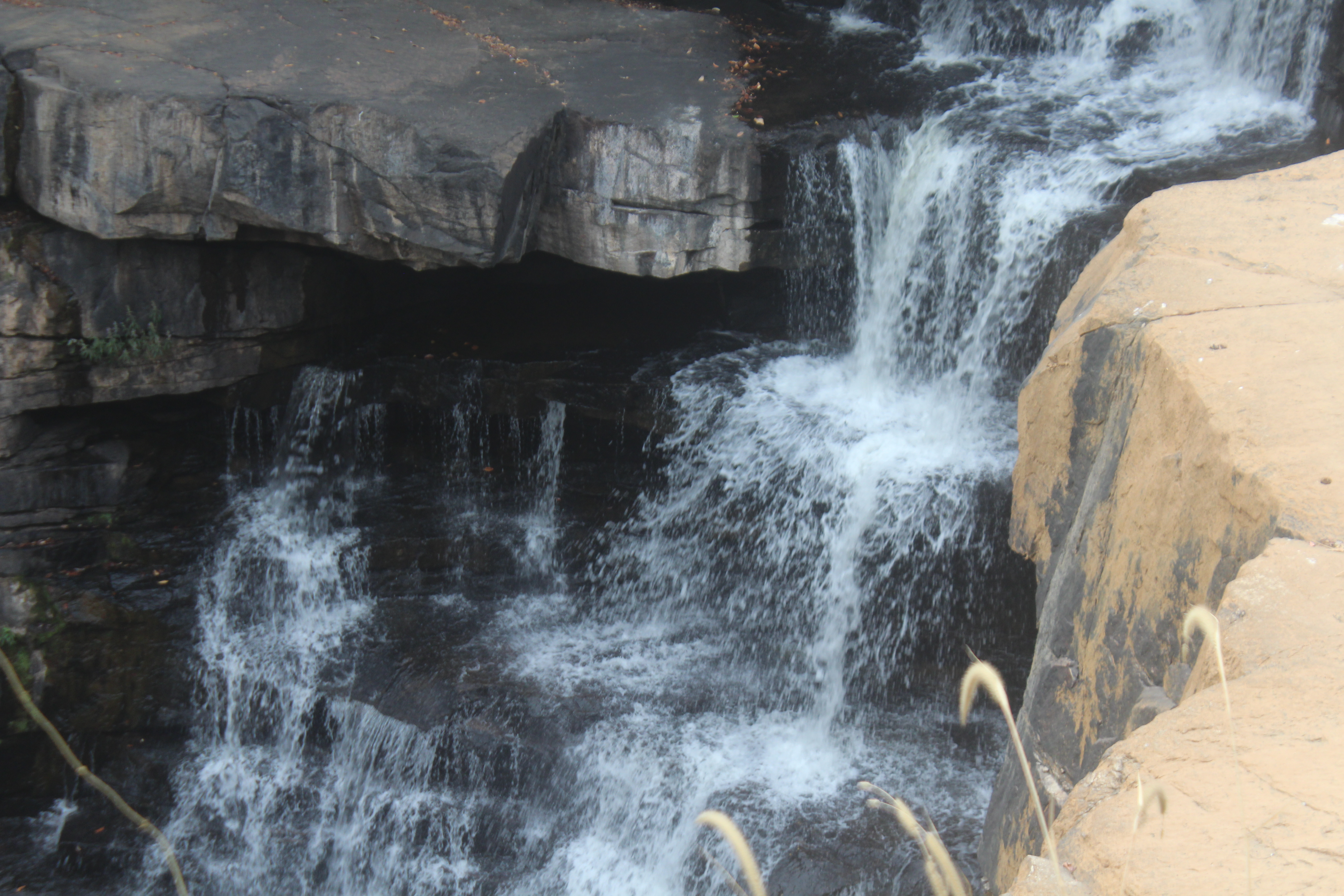
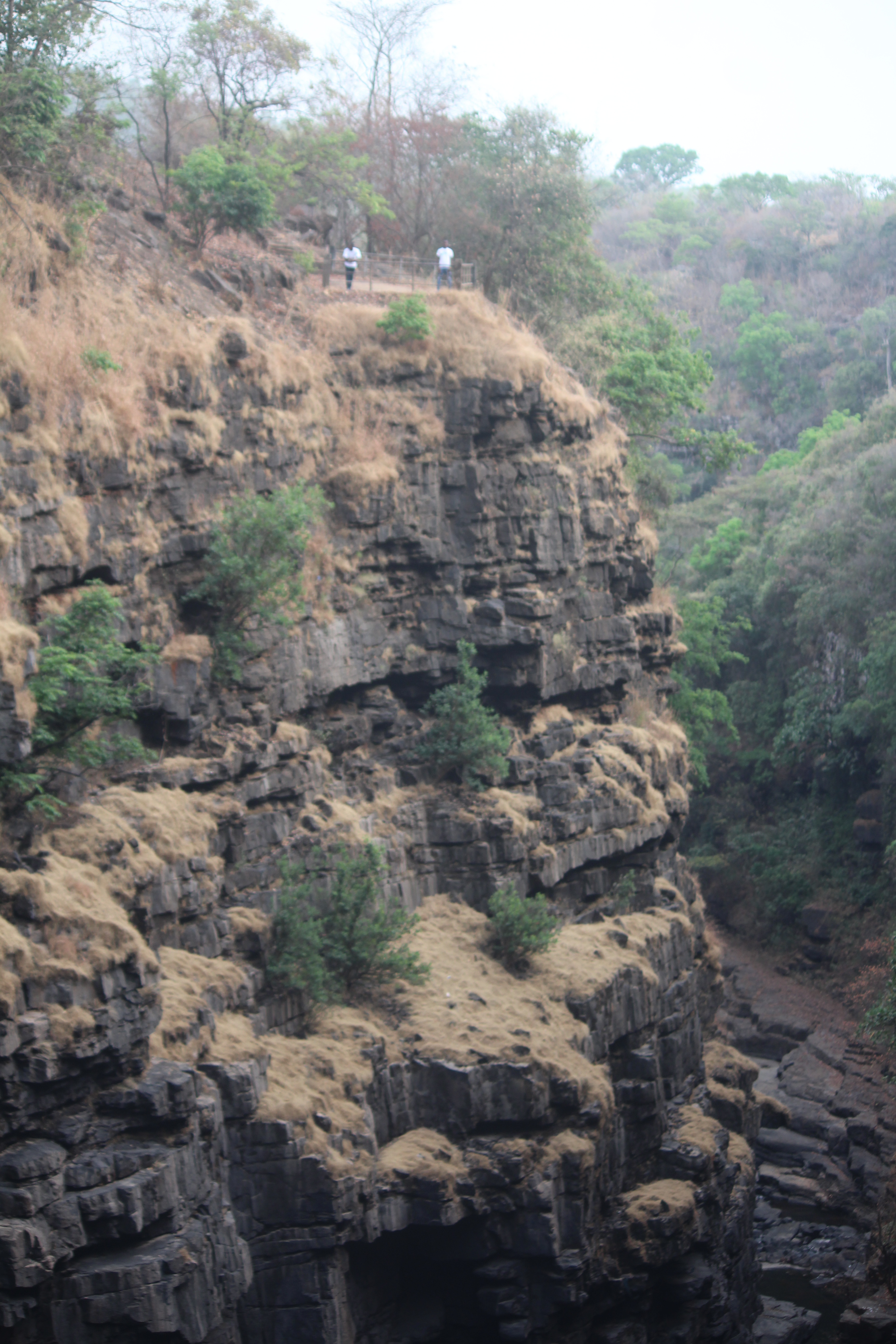
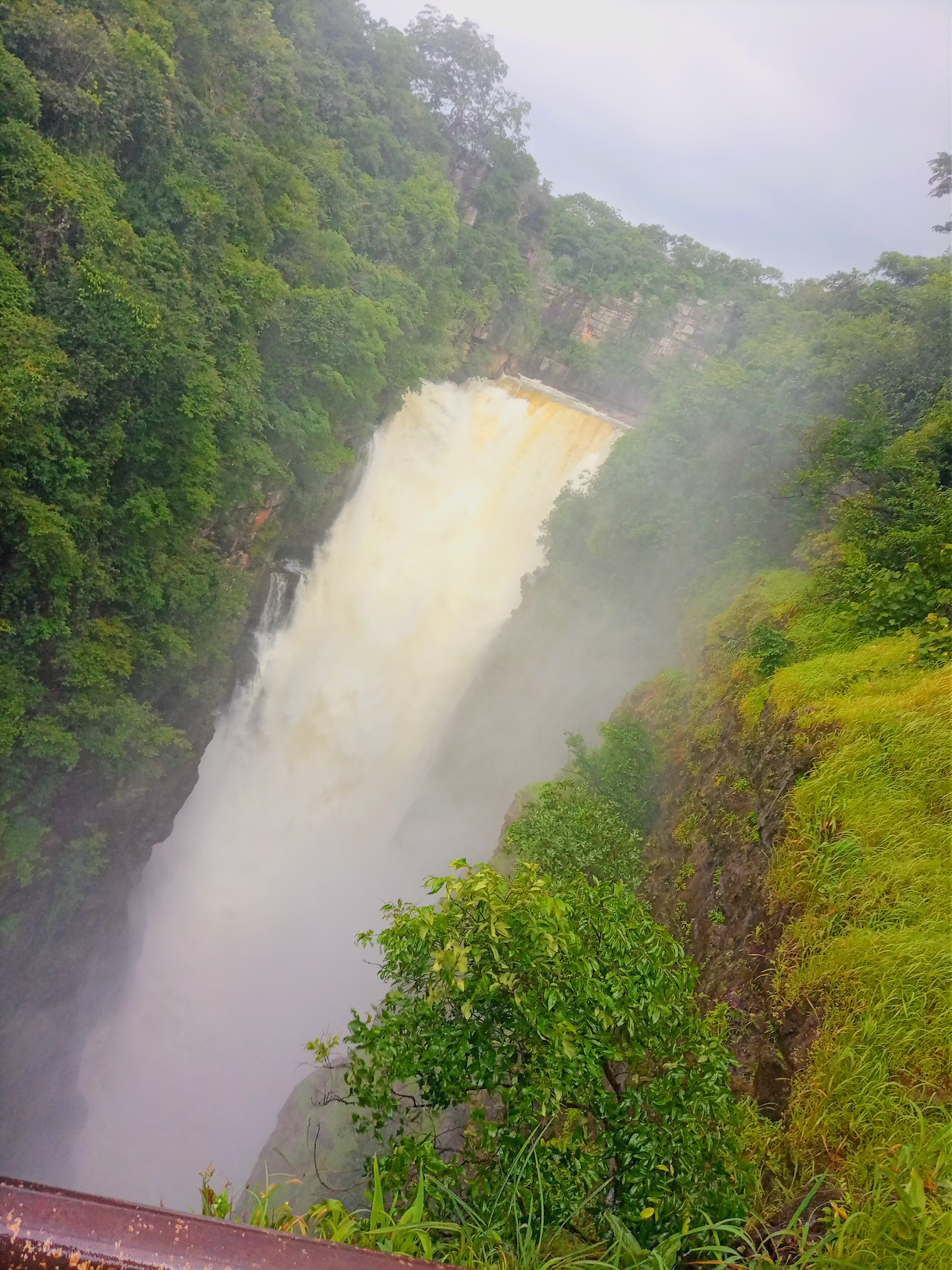
La retombée de la chute de kinkon
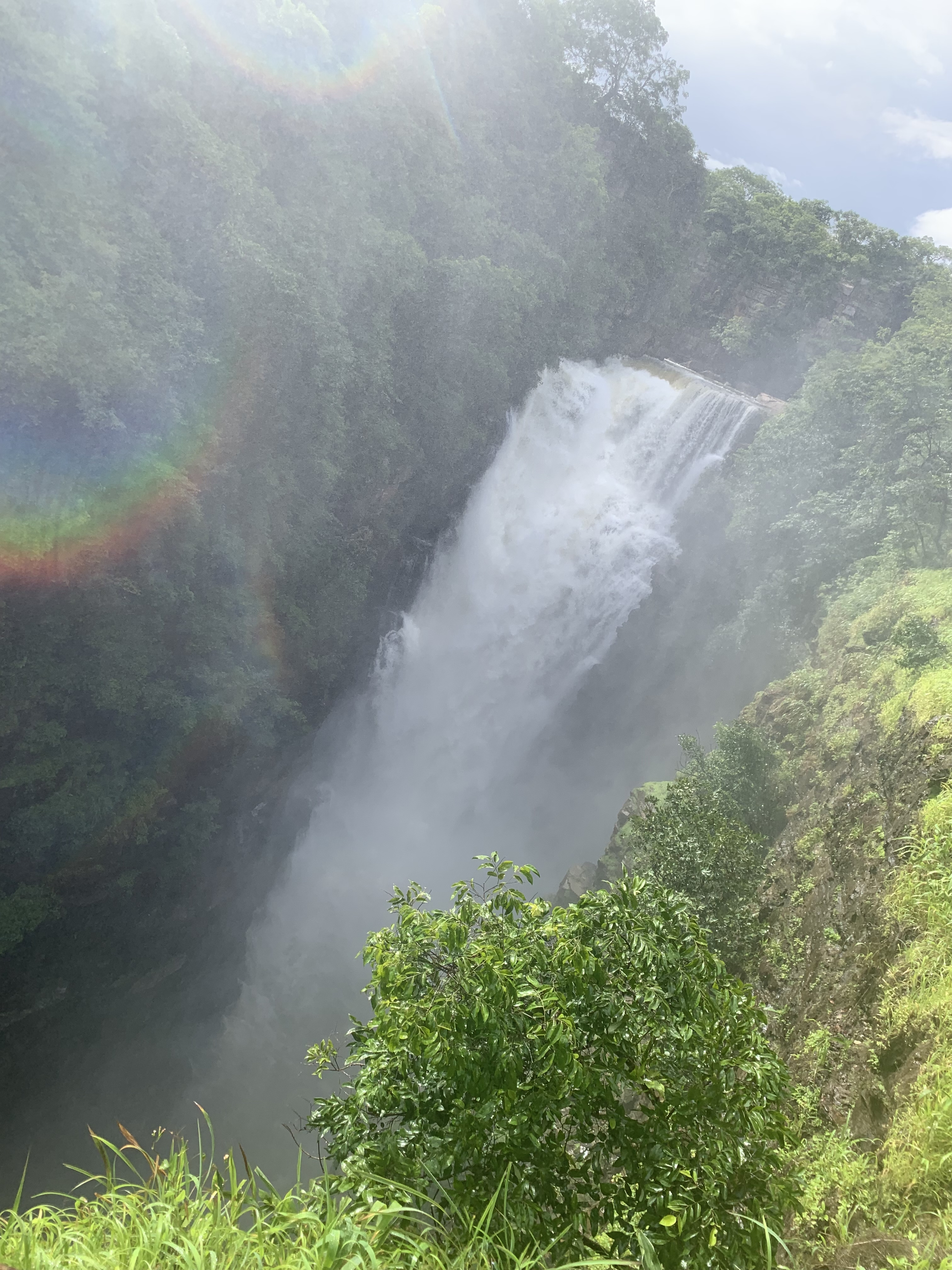